# L'Infaillible Inspecteur Clouseau
 (août 2021).
Si vous disposez d'ouvrages ou d'articles de référence ou si vous connaissez des sites web de qualité traitant du thème abordé ici, merci de compléter l'article en donnant les références utiles à sa vérifiabilité et en les liant à la section « Notes et références ».
Série
Quand l'inspecteur s'emmêle
(1964) Le Retour de la Panthère rose
(1975)
Pour plus de détails, voir Fiche technique et Distribution.
L'Infaillible Inspecteur Clouseau (Inspector Clouseau) est un film britannique réalisé par Bud Yorkin et sorti en 1968. C'est le seul film, dans toute la franchise de La Panthère rose, dont le rôle de l'inspecteur Jacques Clouseau ne sera pas tenu par son interprète fétiche Peter Sellers et qui ne sera pas réalisé par Blake Edwards. C'est le comédien Alan Arkin qui y joue le rôle. La musique d'Henry Mancini est également absente. 

## Synopsis
Une vague de crime organisé frappe l'Europe. Suspectant une taupe dans Scotland Yard, le Premier Ministre fait appel à Clouseau pour résoudre l'affaire. Ce dernier déjoue deux tentatives d'assassinat mais est ensuite enlevé. Le gang l'utilise pour fabriquer des masques sur son visage, qu'ils utilisent ensuite pour commettre une série de braquages de banque audacieux dans toute la Suisse. Finalement, Clouseau déjoue l'intrigue et démasque le traître qui se cachait parmi le personnel de Scotland Yard.

## Fiche technique
- Titre original : Inspector Clouseau
- Titre : L'Infaillible Inspecteur Clouseau
- Réalisation : Bud Yorkin
- Scénario : Frank Waldman, Tom Waldam
- Décors : Michael Stringer
- Costumes : Ivy Baker et Dinah Greet
- Photographie : Arthur Ibbetson
- Montage : John Victor-Smith
- Musique : Ken Thorne
- Production : Lewis J. Rachmil
- Société de production : Mirisch Films Ltd
- Budget : 98 000 £[réf. nécessaire]
- Pays :  Royaume-Uni
- Format : Couleur (Eastmancolor) - Format 35 mm - 2,35:1 - Son monophonique
- Genre : Comédie policière
- Durée : 96 minutes
- Dates de sortie : 
  - Royaume-Uni : 14 février 1968
  - États-Unis : 19 juillet 1968

## Distribution
- Alan Arkin : inspecteur Jacques Clouseau
- Frank Finlay : le superintendant Weaver
- Delia Boccardo : lieutenant Lisa Morrel
- Patrick Cargill : Sir Charles Braithwaite
- Beryl Reid : Mrs. Weaver
- Barry Foster : Addison Steele
- Clive Francis : Clyde Hargreaves alias « Johnny Rainbow »
- John Bindon : Bull Parker
- Michael Ripper : Frey
- Tutte Lemkow : Frenchie LeBec
- Anthony Ainley : Bomber LeBec
- Wallas Eaton : Hoeffler
- David Bauer (en) : le chef de la police Geffrion
- Richard Pearson : Shockley
- George Pravda : Wulf
- Geoffrey Bayldon : Gutch

## Autour du film
L'inspecteur Clouseau apparaît à dix autres reprises au cinéma :
- sous les traits de Peter Sellers dans :
  - La Panthère rose (1963) de Blake Edwards
  - Quand l'inspecteur s'emmêle (1964) de Blake Edwards
  - Le Retour de la Panthère rose (1975) de Blake Edwards
  - Quand la Panthère rose s'emmêle (1976) de Blake Edwards
  - La Malédiction de la Panthère rose (1978) de Blake Edwards
  - À la recherche de la Panthère rose (1982) de Blake Edwards
- sous les traits de Steve Martin dans :
  - La Panthère rose (2006) de Shawn Levy
  - La Panthère rose 2 (2009) de Harald Zwart
- sous les traits de Roger Moore dans :
  - L'Héritier de la Panthère rose (1983)

Il est également mentionné dans Le Fils de la Panthère rose (1993) de Blake Edwards. Dans celui-ci, c'est le fils de l'inspecteur Clouseau, le gendarme Jacques Gambrelli, rôle tenu par le comédien italien Roberto Benigni, qui sera l'enquêteur. Un autre acteur joue le rôle de Clouseau brièvement sur une photographie.

## DVD
Le film n'est pas sorti en France mais en Belgique en 2006. Il est disponible sur le support DVD Néerlandais Zone 2 dans le coffret L'énigmatique collection de la Panthère rose contenant aussi les films L'héritier de la Panthère rose et Le Fils de la Panthère rose. Le ratio écran est en 2.35:1 panoramique 16:9 en version anglaise, italienne et espagnole mono Dolby Digital avec présence de sous-titres français et néerlandais et distribué par Sony Pictures Home Vidéo.